# Prora (Schiffbau)

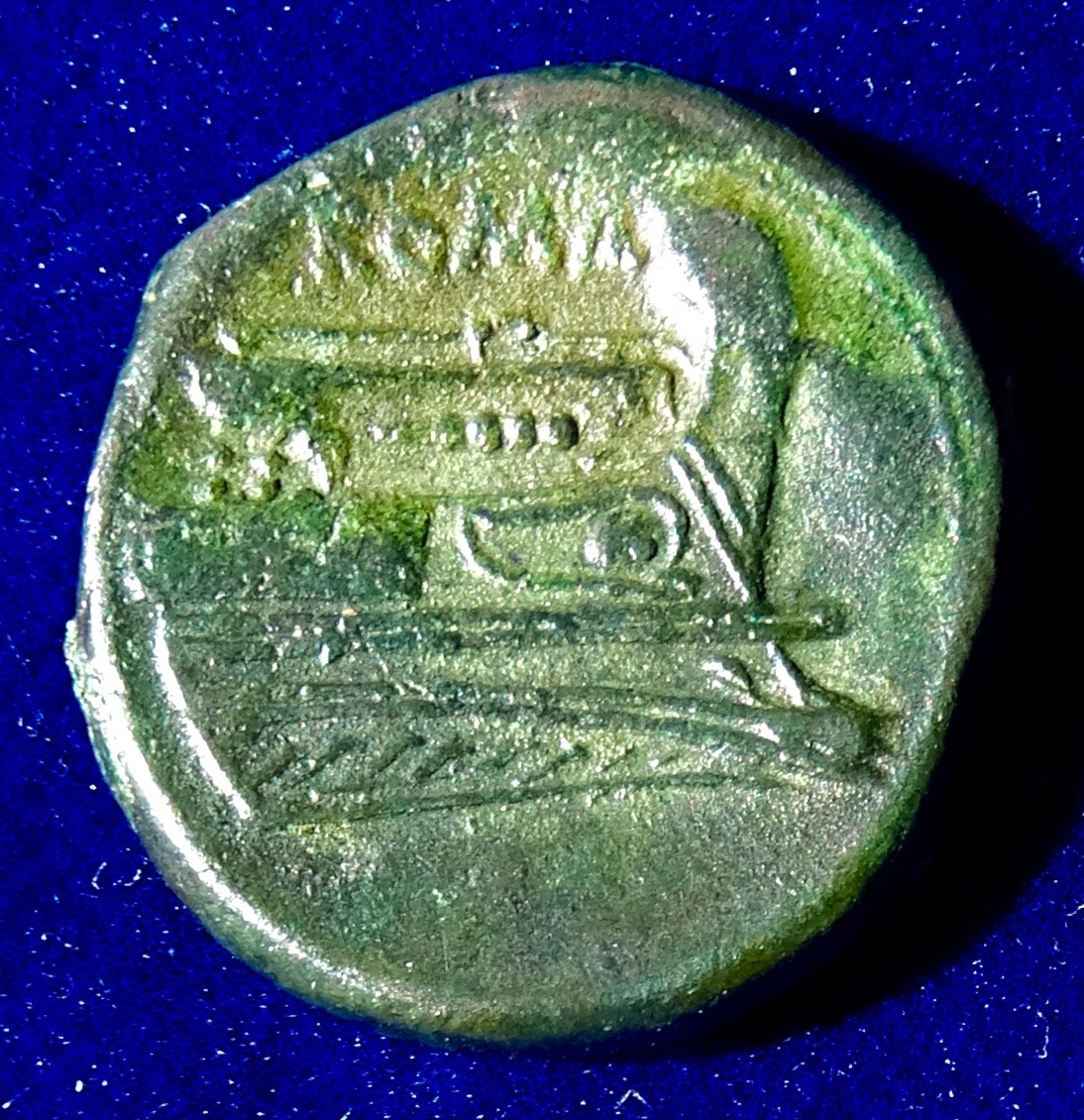
Prora auf der Rückseite einer Semuncia (römische Halbunze) aus Bronze, 217–215 v. Chr.

Prora ist die altgriechische (πρῷρα) und lateinische Bezeichnung für den Bug von größeren Schiffen. Darstellungen der Prora finden sich häufig auf römischen und griechischen Münzen der Antike. Abgebildet ist häufig ein spitzer Rammsporn und ein nach oben aus dem Wasser ragender Schnabel. Außerdem laufen die antiken Darstellungen der Prora häufig in Tierdarstellungen aus.
Eine der frühesten erhaltenen Darstellungen findet sich auf Silbermünzen aus der Stadt Phaselis in Lykien.
Das Motiv der Prora findet sich auch auf Münzen der Römischen Republik. So hatten die frühen römischen Bronze-As-Münzen ab etwa 289 v. Chr. einen Schiffsbug im Revers. Die Prora stellt eine Allegorie auf die römische Seemacht dar. Das Motiv der Prora wurde bis ins 1. Jahrhundert v. Chr. beibehalten.